# Корогодський Роман Миронович
Корогодський Роман Миронович  (3 лютого 1933, Київ. — 16 червня 2005, Київ.) — радянський і український кінокритик, літературо- та кінознавець, активний учасник руху шістдесятників.

## Життєпис
Закінчив Київський державний університет ім. Т. Г. Шевченка (1956). Спілкувався з талановитими митцями, свідомими українцями Аллою Горською, Василем Симоненком, Василем Стусом, Іваном Світличним, Іваном Дзюбою, Євгеном Сверстюком, Лесем Танюком, Михайлиною Коцюбинською, родинами Крип'якевичів, Калинців та іншими, що сприяло становленню його як українського літератора. За участь у дисидентському русі зазнав «опіки» спецорганів. З 1977 р. — науковець Центрального архіву-музею літератури та мистецтва.
Член Національної спілки кінематографістів України.
Автор сценаріїв документальних фільмів:
- «Анатолій Петрицький» (1970),
- «Гавриленко: образ світлий» (1987);
- «І правда нас вільними зробить» (1989);
- «Українці. Любов» (1992).

У 1980 році підпільно прийняв хрещення у Греко-Католицькій Церкві.

## Літературна діяльність
Роман Корогодський — літературознавець, мемуарист, автор понад 400 статей, один із засновників серії «Українська модерна література». Був активним учасником руху шістдесятників, про спілкування з діячами цього руху написав спогади і статті для «Радіо Свобода».
Становленню Корогодського як українського літератора, культуролога сприяло знайомство із В. Некрасовим і С. Параджановим, спілкування з шістдесятниками. Від 1962 публікував кінознавчі статті. 1963 за організацію вечора до 50-річчя від дня смерті Лесі Українки звільнений з роботи. 1966—1968 — зав. відділу реклами вид-ва «Мистецтво» (Київ). 1968 підписався під «Листом 139-ти» проти арештів молодої інтелігенції, потрапив під нагляд КДБ.
Працював мистецтвознавцем Центральної художньо-експериментальної лабораторії (1969—1970); завідувач науково-реставраційного відділу Управління реставраційно-будівельних робіт при Товаристві охорони пам'яток історії та архітектури УРСР; від 1977 — науковий співробітник відділу інформації та публікації документів ЦДАМЛМ. Водночас очолював Київську філію видавництва «Фоліо» (1994—1996), видавництва «Час» (1996—1999) і «Гелікон» (1999—2005). Написав сценарії до документальних фільмів «Анатолій Петрицький» (1970), «Гавриленко — образ світлий» (спільно з А. Ящишиним, 1987, Київська студія хроніко-документальних фільмів), «І правда нас вільними зробить» (спільно з В. Кузнецовим, 1989), «Українці. Любов» (1992; обидва — «Київнаукфільм»). Упорядник книг «Сергій Параджанов: Злет. Трагедія. Вічність» (1994), «Довженко в полоні: Книга архівних документів» (2000), «Юрій Луцький: З двох світів» (2002; усі — Київ). На початку 1990-х рр. із В. Шевчуком заснував серію «Українська модерна література».
Автор книг «У пошуках внутрішньої людини: Літературознавчі розвідки про В. Шевчука» (2000), «І дороги. І правда. І життя: Автобіографія. Спогади. Літературознавчі розвідки» (2002), «Шістдесятники поза пафосом» (2003; усі — Київ). За концепцією мемуар. трилогії «Брама світла», задуманої Корогодським як портрет української інтелігенції 20 століття у персоналіях, кожна книга — про окреме покоління: вчителів («Батьки»), однолітків («Шістдесятники») та наступників («Діти» — про нову генерацію творчої інтелігенції України). Перший том «Брама світла. Батьки» (К., 2004) — спогади про «духовних батьків» шістдесятників і розповідь про власне життя. Спогади й роздуми Корогодського про найкращих представників 1960–70-х рр. зібрали й доопрацювали друзі для другого тому — «Брама світла: Шістдесятники» (Л., 2009).

## Автор книг
- Леонід Биков (у співавт.), — М., 1978
- Екран героїки. — К., 1985
- Довженко в полоні [Текст]: розвідки та есеї про Майстра / Р. Корогодський;[ Упоряд., вступ. ст., прим. : О. Бурячківський]. — К. : Гелікон, 2000. — 348 с: іл. — (Українська модерна література). — З дар. написом авт. — Покажч. імен: с.342-347. — Бібліогр. : с.341. — ISBN 966-95238-9-3
- І дороги. І правда. І життя (про творчість Валерія Шевчука). — К.: Гелікон, 2001. — 364 с.
- У пошуках внутрішньої людини. І дороги. І правди. І життя. Про В. Шевчука [Текст] / Р. Корогодський. — К. : Гелікон, 2002. — 208 с. — (Українська модерна література).
- Брама світла. Батьки [Текст] / Роман Корогодський; [Вступ. ст.: І. Грабовська]. — К. : Гелікон, 2004. — 469 с. : іл. — (Українська модерна література). — Покажч. імен: с. 463—469. — ISBN 966-7916-07-3 (в опр.).
- Брама світла : Шістдесятники [Текст] / Роман Корогодський; [упоряд. : М. Коцюбинська, Н. Кучер, О. Сінченко; авт. вступ. ст. : М. Коцюбинська]. — Львів: Вид-во Укр. Катол. Ун-ту, 2009. — 655 с., [8] арк. іл. — Імен. покажч. : с. 643—655. — ISBN 978-966-8197-47-5.
- До брами світла / Упор., авт. післямови та прим. О. Сінченко. — К.: Дух і Літера, 2016. — 432 с. (Серія «Постаті культури»).

## Упорядник текстів
- Поле відчаю і надії: Документи і матеріали про українсько-єврейські взаємини / Упорядник Р. М. Корогодський. — К., 1994. — 280 с.
- Сергій Параджанов. Зміст. Трагедія. Вічність: твори, листи, док., арх., спогади, ст.,фото // Упорядники Р. М. Корогодський, С. І. Щербатюк. — К. : Спалах, 1994. — С. 131.
- Олександр Довженко. Господи, пошли мені сили. Щоденник, кіноповісті, оповідання, фолькл. записи, листи, документи. [Упор., вст. ст. та примітки Р. Корогодського] — Харків: Фоліо, 1994.
- Шерех Юрій. Поза книжками і з книжок [Текст]: сборник научных трудов / Юрій Шерех; [Вступ. ст., прим.: Р.Корогодський]. — К. : Час, 1998. — 447 с.,[8] арк. іл. — (Українська модерна література). — Перед вип. дан. авт.: Юрій Шерех (Шевельов Юрій Володимирович). — Покажч. імен: с.440-446. — ISBN 966-95238-3-4 (в опр.)
- Шерех Ю. Пороги і запоріжжя: Література. Мистецтво. Ідеології: у 3-х тт. / [упоряд. та прим. Р. М. Корогодського; за ред. В. О. Шевчука та ін.]. — Харків: Фоліо, 1998.
- Дзюба І. З криниці літ [Текст]: [тритомовик] / І. М. Дзюба. — К. : Обереги: Гелікон, 2001. — (Українська модерна література). Т. 2 : Літературознавство, культурологія, естетика / упоряд. : Р. Корогодський]. — 2001. — 847 с. : іл. — Імен. покажч. : с. 815—828. — ISBN 966-513-001-3 (в опр.)
- Луцький Юрій. З двох світів [Текст]: публіцистика, естетика, історіософія / Юрій Луцький; [упорядкув., вступ. ст., післямова: Р. Корогодський]. — К. : Гелікон, 2002. — 393 с. : іл. — (Українська модерна література). — Покажч. імен: с. 386—391 . — ISBN 966-7916-01-4
- На щедрий вечір: Зб. на пошану Є.Сверстюка / Упоряд.: М.Коцюбинська, Р.Корогодський. — Луцьк: Терен, 2004. — 227 с.; Укр. мова та л-ра. — 2004. — 25–28 лип. — С. 1–95.